# Банус, Тамаш
Тамаш Банус (венг. Bánusz Tamás; род. 8 апреля 1989, Мохач) — венгерский шахматист, гроссмейстер (2011). Чемпион Венгрии в возрасте до 18 лет и до 20 лет.

## Карьера
Он был членом сборной Венгрии, которая заняла 1 место в 2003 году и второе место в 2004 году в шахматной олимпиаде до 16 лет.
В 2005 году получил титул международного мастера. Он выиграл чемпионат Венгрии до 18 лет (U18) в 2005 году и до 20 лет (U20) в 2007 году.
Он был членом сборной Венгрии на Чемпионате Европы до 18 лет в 2006 году, заняв второе место и 1-е месте в 2007 году. В последнем состязании он добился лучших результатов.
Он был удостоен титула международного гроссмейстера в 2011 году на основании его нормативных достижений в следующих соревнованиях:
- XXIV Open Internacional Vila de Sitges (2008)[4].
- Балатонский международный шахматный фестиваль, Балатонлелле (2009)[5].
- шахматном турнире «First Saturday», Будапешт (2010)[6].

Выступления в составе сборной Венгрии:
- 19-й командный чемпионат Европы (2013) в г. Варшаве. Команда заняла 5-е место, Т. Банус играл на запасной доске и занял 4-е место в индивидуальном зачёте[7].
- 3 Кубка Митропы[нем.] (2006, 2012, 2017). В 2006 и 2012 команда Венгрии становилась победителем данного соревнования; в 2017 команда заняла 4-е место, а Т. Банус, играя на 2-й доске, завоевал золотую медаль в индивидуальном зачёте[8].

## Результаты
- 2-е место на шахматном турнире «First Saturday» (Будапешт, 2001) — 12 лет
- 3 место на шахматном турнире памяти Шнайдера (Будапешт 2003)
- 2 место на международном чемпионате (IM) (Балатонлелле, 2004)
- 1-е место на чемпионате Венгрии до 18 лет (2005)
- 1-е место на чемпионате Венгрии до 20 лет (2007)
- 1 место на XXIV Open Internacional Vila de Sitges (2008)
- 3-5 место: Балатонский международный шахматный фестиваль, Балатонлелле (2009)
- 1 место на шахматном турнире «First Saturday», Будапешт (2010)
- 2-4 место на Кубке Тенкеса, Харкань (2010])
- 2-е место на Mеждународном шахматном турнире Загреб Опен (Zagreb Open) (2011)[9].
- 2-е место на 30-м шахматном фестивале в Залакароше, Венгрия[10].
- 3-е место на Forni di Sopra International Chess Open, Италия (2011)
- 3-е место на Чемпионате по шахматам в Кракове (2011)[11].
- 1 место на Международном шахматном фестивале в Порто Сан Джорджио, Италия (2011)[12]
- 1-е место на 29-м Балатонском международном шахматном фестивале, Хевиз (2011)[13].
- 2-3 место на «Mare di Fano», Италия (2012)[14]
- 1-3 место на Vienne Open, Вена (2012)[15]
- 2 место в Финале чемпионата Венгрии, Хевиз (2012)[16]
- 2 место на чемпионате Словакии, Банска-Штьявница (2013)[17]

## Рейтинг
В мае 2019 года результат составил 2629. В январе 2018 года он достиг своего самого высокого показателя — 2641. Занимает 6-е место среди активных участников в таблице лидеров Венгрии. Он получил 2620 баллов по быстрым шахматам и 2571 по Молниеносной игре.

## Изменения рейтинга
| Графики недоступны из-за технических проблем. См. информацию на Фабрикаторе и на mediawiki.org. |